# Cieran Slicker
Cieran Peter Slicker est un footballeur international écossais, né le 15 septembre 2002 à Oldham. Il évolue au poste de gardien de but au Barnet FC.

## Biographie

### En club
Formé au Manchester City, Slicker fait ses débuts professionnels en faveur de Rochdale , équipe de League Two, en étant prêté à ce club pour la saison 2022-23.
Le 8 juin 2023, il rejoint Ipswich Town.

### En équipe nationale
En juin 2025, il fait ses débuts pour l'Écosse.